# Клобикау
Клобикау (нем. Klobikau) — населённый пункт (бывшая община) в Германии, в земле Саксония-Анхальт. Входит в состав города Бад-Лаухштедт района Зале. 
Население 580 человек (на 31 декабря 2007 года). Занимает площадь 11,98 км².

## История
Населённый пункт впервые упоминается между 880 и 899 годами как Клобоко.
1 июля 1950 года деревни Нидерклобикау и Оберклобикау были объединены, образовав общину Клобикау.
1 января 2008 года община вошла в состав города Бад-Лаухштедт.